# Vendrennes
Vendrennes – miejscowość i gmina we Francji, w regionie Kraj Loary, w departamencie Wandea.
Według danych na rok 1990 gminę zamieszkiwało 989 osób, a gęstość zaludnienia wynosiła 58 osób/km² (wśród 1504 gmin Kraju Loary Vendrennes plasuje się na 583. miejscu pod względem liczby ludności, natomiast pod względem powierzchni na miejscu 688.).